# هوليا كوشيت
هوليا كوشيت (بالتركية: Hülya Koçyiğit )‏ (و. 1947  م) هي ممثلة أفلام، تركية.

## جوائز
حصلت على جوائز منها:
- جائزة رئاسة الجمهورية الكبرى للثقافة والفنون 2014
- جائزة فنان الدولة
- جائزة البرتقالة الذهبية لإنجاز العمر  [لغات أخرى]‏.

## وصلات خارجية
- هوليا كوشيت على موقع IMDb (الإنجليزية)
- هوليا كوشيت على موقع مونزينجر (الألمانية)
- هوليا كوشيت على موقع ألو سيني (الفرنسية)
- هوليا كوشيت على موقع أول موفي (الإنجليزية)
- هوليا كوشيت على موقع قاعدة بيانات الفيلم (الإنجليزية)
- هوليا كوشيت على موقع كينوبويسك (الروسية)